# Panaxia lusitanica
Panaxia lusitanica là một loài bướm đêm thuộc phân họ Arctiinae, họ Erebidae.